# 제4통신단 (미국)
제4통신단(4th Signal Group)은 제2차 세계 대전 말기, 냉전 시대에 있었던 미국 육군 통신대의 집단이다. 필리핀, 독일, 대한민국에서 주둔하였다.

## 역사

### 태평양 전쟁, 주필 미군
태평양 전쟁이 막바지인 1945년 3월 29일 제4025통신근무단으로 구상되어 3개월 뒤의 1945년 6월 1일에 소집되었다. 부대는 루손과 레이테에서 미국 육군과 필리핀 부대에 통신 지원을 제공하였고, 제2차 필리핀 전역이 끝난 뒤에도 필리핀에 남은 부대 중의 하나가 되었다. 1947년 6월 30일에 제4통신근무단으로 개명되고, 1949년 7월 1일까지 주필 미군의 통신부대로서의 임무를 수행하고 해산하였다.
1951년 3월 7일, 편제표에서 부대의 상태가 수정되어 정규군으로 할당되었다.

### 주유 미군
제106, 516통신단을 병합 및 대채하여 1951년 3월 20일, 독일에서 재소집되었다. 주불 미군을 지원하는 제1통신단과 함께 COMZEUR 예속부대로 지정되었다.
- 제315통신대대 (마이크로파, 무선중계)
- 제7774통신근무대대

1967년 11월 13일, 해산하였다.

### 주한 미군
USAPAC 일반명령 제1971-377호에 따라 제8군 통신단이 1971년 7월 31일에 제4통신단으로 재편성되었다. 4년 뒤, 1975년 5월 15일, 제4통신단은 해산하고 제304, 307전술통신대대는 제8군에 전속되었다가, 다시 이듬해 1976년에 제1통신여단의 배속부대가 되었다.
- 제304전술통신대대
- 제307전술통신대대

## 기록

### 계보
- 1945년 3월 29일, 4025th Signal Service Group
→제4025통신근무단
- 1947년 6월 30일, 4th Signal Service Group
→제4통신근무단
- 1951년 3월 7일, Headquarters, 4th Signal Service Group
  - 정규군으로 할당.
  - →제4통신근무단, 본부
- 1953년 4월 1일, Headquarters, 4th Signal Group
→제4통신단, 본부
- 1953년 10월 20일, Headquarters and Headquarters Company, 4th Signal Group
→제4통신단, 본부 및 본부중대
- 1954년 11월 15일, Headquarters and Headquarters Detachment, 4th Signal Group
→제4통신단, 본부 및 본부분견대
- 1956년 11월 15일, 4th Signal Group
→제4통신단
- 1963년 8월 19일, Headquarters and Headquarters Detachment, 4th Signal Group
→제4통신단, 본부 및 본부분견대
- 1963년 10월 15일, Headquarters and Headquarters Company, 4th Signal Group
→제4통신단, 본부 및 본부중대
- 1965년 9월 25일, Headquarters and Headquarters Detachment, 4th Signal Group
→제4통신단, 본부 및 본부분견대

### 소속
1. COMZEUR, 1951년 3월 20일
2. 제8군, 1971년 7월 31일

### 전역
| 스트리머    | 내역            |
| ----------- | --------------- |
| 태평양 전쟁 | - 레이테 - 루손 |

### 장식
| 스트리머                | 내역                              | 참고                                                   |
| ----------------------- | --------------------------------- | ------------------------------------------------------ |
| 필리핀 대통령 부대 표창 | 1944년 10월 17일 ~ 1945년 7월 4일 | 1950년 육군부 일반명령 제47호 (제4025통신근무단 cited) |

## 참고
- Rebecca Robbins Raines (2005). “The Signal Corps: the outcome (mid-1943 through 1945)” (PDF) (영어). 미국 육군 역사관: 67-68. ISBN 9780160867163. 2017년 8월 29일에 원본 문서 (PDF)에서 보존된 문서. 2018년 5월 22일에 확인함.
- “4th Signal Group”. 《www.usarmygermany.com》 (영어). 2019년 2월 8일에 확인함.